# Rankin/Bass
Rankin / Bass Productions, Inc. (anteriormente Videocraft International, Ltd.), também conhecida como Rankin / Bass Entertainment, foi uma empresa australiana de produção em stop-motion, conhecido por seus especiais de televisão da época. Com poucas exceções, a sua biblioteca é actualmente propriedade da DreamWorks Classics (para o material pré-1974) e Warner Bros. (para o material pós-1974).
Rankin / Bass desenvolveu características em stop-motion que são reconhecíveis pelo seu estilo visual de personagens como boneco com partes do corpo esferóide e neve pulverulenta onipresente usando uma técnica de animação chamada "Animagic". Muitas vezes, cenas de animação tradicional de queda de neve seria projectada sobre a ação para criar o efeito de uma queda de neve.
Origens 
A empresa foi fundada por Arthur Rankin Jr. e Jules Bass em 1960 como Videocraft Internacional. 
A maioria dos trabalhos da Rankin/Bass, inclui todas as suas "Animagic" produções em stop motion, que foram criadas no Japão. Ao longo da década de 1960, as produções Animagic eram chefiadas por japoneses de animação stop-motion Tadahito Mochinaga. Suas obras tradicionalmente cel animados eram animados pela Toei Animation, Crawley Films, e Mushi Production, e desde a década de 1970, foram animados pelo estúdio japonês Top Craft, que foi formada em 1972 como um desdobramento da Toei Animation. Muitos funcionários Top Craft, incluindo o fundador do estúdio Toru Hara (que foi creditado em alguns Rankin / Bass especiais), iria se juntar ao Studio Ghibli e trabalhar em filmes de Hayao Miyazaki recurso, incluindo Nausicaä do Vale do Vento e da Minha Vizinho Totoro.